# Buda-Vorobiivska, Novhorod-Siverskîi
Buda-Vorobiivska (în ucraineană Буда-Вороб'ївська) este localitatea de reședință a comunei Buda-Vorobiivska din raionul Novhorod-Siverskîi, regiunea Cernihiv, Ucraina.

## Demografie
Componența lingvistică a localității Buda-Vorobiivska
     Ucraineană (65,17%)
     Rusă (34,83%)
Conform recensământului din 2001, majoritatea populației localității Buda-Vorobiivska era vorbitoare de ucraineană (65,17%), existând în minoritate și vorbitori de rusă (34,83%).